# Marcus & Martinus
Marcus & Martinus, też M&M – norweski duet wykonujący muzykę pop, założony w 2012 przez braci bliźniaków, Marcusa i Martinusa Gunnarsenów (ur. 21 lutego 2002 w Elverum). Reprezentanci Szwecji w 68. Konkursie Piosenki Eurowizji (2024).

## Historia zespołu
Dorastali w rodzinie zainteresowanej muzyką. W wieku 4-5 lat zaczęli śpiewać w chórze dziecięcym. Kilka lat później wyjechali na wakacje do Tajlandii, gdzie dali spontaniczny koncert na jednym z hotelowych przyjęć. Organizator koncertu, norweski muzyk i reprezentant telewizji NRK, zaproponował chłopcom udział w konkursie Melodi Grand Prix Junior 2012. Wygrali finał konkursu z piosenką „To dråper vann”. Po finale wydali drugi singiel – „Leah”. W 2013 podróżowali po Norwegii z P4 i Towarzystwem Walki z Rakiem na ich trasie Vinterlyd, a następnie na letniej trasie koncertowej Melodi Grand Prix Junior. Sukcesywnie kontynuowali karierę w 2014 wystąpieniem w programie Sommer i Dyreparken i wydaniem singli „Du” i „Smil”. Oprócz śpiewu Martinus uczył się gry na fortepianie, a Marcus praktykował granie na gitarze. W wolnym czasie grają w piłkę nożną.
Po podpisaniu umowy z Sony Music wydali debiutancki album studyjny, zatytułowany Hei, który ukazał się na rynku 23 lutego 2015. Płyta promowana była m.in. przez singiel „Plystre på deg”, który stał się przebojem w kraju. Sam album zadebiutował w pierwszej dwudziestce norweskiej listy przebojów. W czerwcu duet wystąpił na koncercie organizowanym na Placu Ratuszowym, gdzie obejrzało ich ponad 80 tys. ludzi. W listopadzie wydali reedycję albumu Hei, wzbogaconą o nowe utwory. W grudniu ukazała się płyta z wersjami instrumentalnymi utworów z debiutanckiego krążka.
Na początku stycznia 2016 zostali nominowani do corocznej nagrody Spellemannprisen w kategoriach: „Piosenka roku”, „Objawienie roku” i „Popowy zespół roku”. Nie wygrali w żadnej kategorii. W tym czasie zaproponowano im pisanie angielskojęzycznych piosenek. Ich pierwszym utworem w tym języku była piosenka „Girls”, która ukazała się 20 maja i dotarła na szczyt krajowych list przebojów. W ciągu kolejnego tygodnia premierę miały dwie kolejne kompozycje duetu – „Heartbeat” i „I Don’t Wanna Fall In Love”. 4 listopada ukazała się ich druga płyta studyjna zatytułowana Together, która zadebiutowała na pierwszym miejscu list sprzedaży w Norwegii i Szwecji.
W styczniu 2017 promowali w Skandynawii swój film pt. Sammen om drømmen, który miał premierę 20 stycznia w Norwegii i Szwecji. 28 stycznia otrzymali nagrodę Spellemannprisen. W maju byli sekretarzami ogłaszającymi punkty norweskiej komisji jurorskiej w finale 62. Konkursu Piosenki Eurowizji. 14 lipca wystąpili na 40. urodzinach królewskiej księżniczki Victorii, śpiewając autorską piosenkę „On This Day”, napisaną specjalnie dla jubilatki. 17 listopada wydali nowy album studyjny pt. Moments, który ukazał się na europejskim rynku. Po premierze płyty zapowiedzieli trasę koncertową o nazwie Moments Tour, obejmującą koncert m.in. w warszawskim klubie Stodoła (20 marca 2018). 30 października 2018 wystąpili gościnnie na koncercie Jasona Derulo w Warszawie. 
Na początku 2020 roku bracia podpisali umowę z Universal Music Group. 18 lutego 2023 wzięli udział z piosenką „Air” w trzecim ćwierćfinale Melodifestivalen 2023 w którym zajęli pierwsze miejsce awansując do finału, zajęli w nim ostatecznie drugie miejsce. 
9 marca 2024 z piosenką „Unforgettable” wygrali finał Melodifestivalen 2024, dzięki czemu otrzymali prawo do reprezentowania Szwecji w 68. Konkursie Piosenki Eurowizji.

## Dyskografia

### Albumy studyjne
- Hei (2015)
- Together (2016)
- Moments (2017)
- SOON(EP)(2019)
- Unforgettable (2024)

## Trasy koncertowe
- Vinterlyd (2013)
- Together Tour (2016-2017)
- Moments Tour (2018)
- We Are Not the Same Tour (2024-2025)

## Single
- „Plystre på deg” (2015)
- „Elektrisk” (2015) – złota płyta w Polsce[11]
- „Ei som deg” (2015)
- „Alt jeg ønsker meg” (2015)
- „Na Na Na” (2016)
- „Girls” (2016)
- „I Don’t Wanna Fall In Love” (2016)
- „Heartbeat” (2016)
- „Light It Up” (2016)
- „Together” (2016)
- „Bae” (2016)
- „Without You” (2017)
- „Hey You” (2017)
- „Like It Like It” (2017)
- „First Kiss” (2017)
- „Dance with You” (2017)
- „Make You Belive in Love” (2017)
- „One Flight Away” (2017)
- „Never” (2017)
- „Remind Me” (2018)
- „Invited” (2018)
- „Pocket Dial” (2019)
- „Love You Less” (2020)
- „It's Christmas Time” (2020)
- „Belinda” (2021)
- „Feel” (2021)
- „When All the Lights Go Out” (2022)
- „Gimme Your Love” (2022)
- „Air” (2023)
- „247365” (2023)
- „Christmas To Me” (2023)
- „We Are Not The Same” (ft. bbno$) (2024)
- „Unforgettable” (2024)
- „Love Flow” (2024)
- „Follow Me” (2024)
- „Talk” (2024)
- „Die For You” (2024)
- „Another Life” (ft. Vize) (2024)
- „Wonder” (2025)
- ,,Endless Summer" (2025)